# 民政及青年事務局
民政及青年事務局（簡稱民青局和民政局，前稱民政事務局）是香港特別行政區政府的決策局之一。專門負責加強以地區為本的工作，處理區議會檢討及其後續工作；制訂和推動更全面的青年政策及措施，負責家庭事宜和推動社區發展，以及規管香港的博彩活動、娛樂事務和旅館、會社、床位寓所、卡拉OK場所的消防和安全。婦女政策和社區投資共享基金轉移至勞工及福利局，而物業管理業監管局則於2024年轉歸房屋局。

## 歷史
香港特區行政長官林鄭月娥於《2021年施政報告》提出設立民政及青年事務局。

## 下設部門、商營及公營機構
- 民政事務總署
- 政府新聞處
- 青年發展委員會
- 公民教育委員會
- 義務工作發展局

## 歷任首長

### 局長
| 任 | 姓名   | 姓名   | 任期         | 任期 | 任期   | 政黨 | 政黨   | 行政長官 |
| 任 | 姓名   | 姓名   | 上任         | 離任 | 時長   | 政黨 | 政黨   | 行政長官 |
| -- | ------ | ------ | ------------ | ---- | ------ | ---- | ------ | -------- |
| 1  | 麥美娟 | 麥美娟 | 2022年7月1日 | 現任 | 3年2天 |      | 工聯會 | 李家超   |

### 副局長
- 梁宏正（2022年7月25日—）

### 常任秘書長
- 林雪麗（2022年7月1日－）

### 政治助理
- 張進樂（2022年7月1日－）

## 外部連結
- 香港特別行政區政府 民政及青年事務局 （页面存档备份，存于）
- 民政及青年事務局官方Facebook專頁